# Béni Messous
Beni Messous là một đô thị thuộc tỉnh Alger, Algérie. Dân số thời điểm năm 2002 là 17.49 người.